# Chợ bán đồ tươi sống

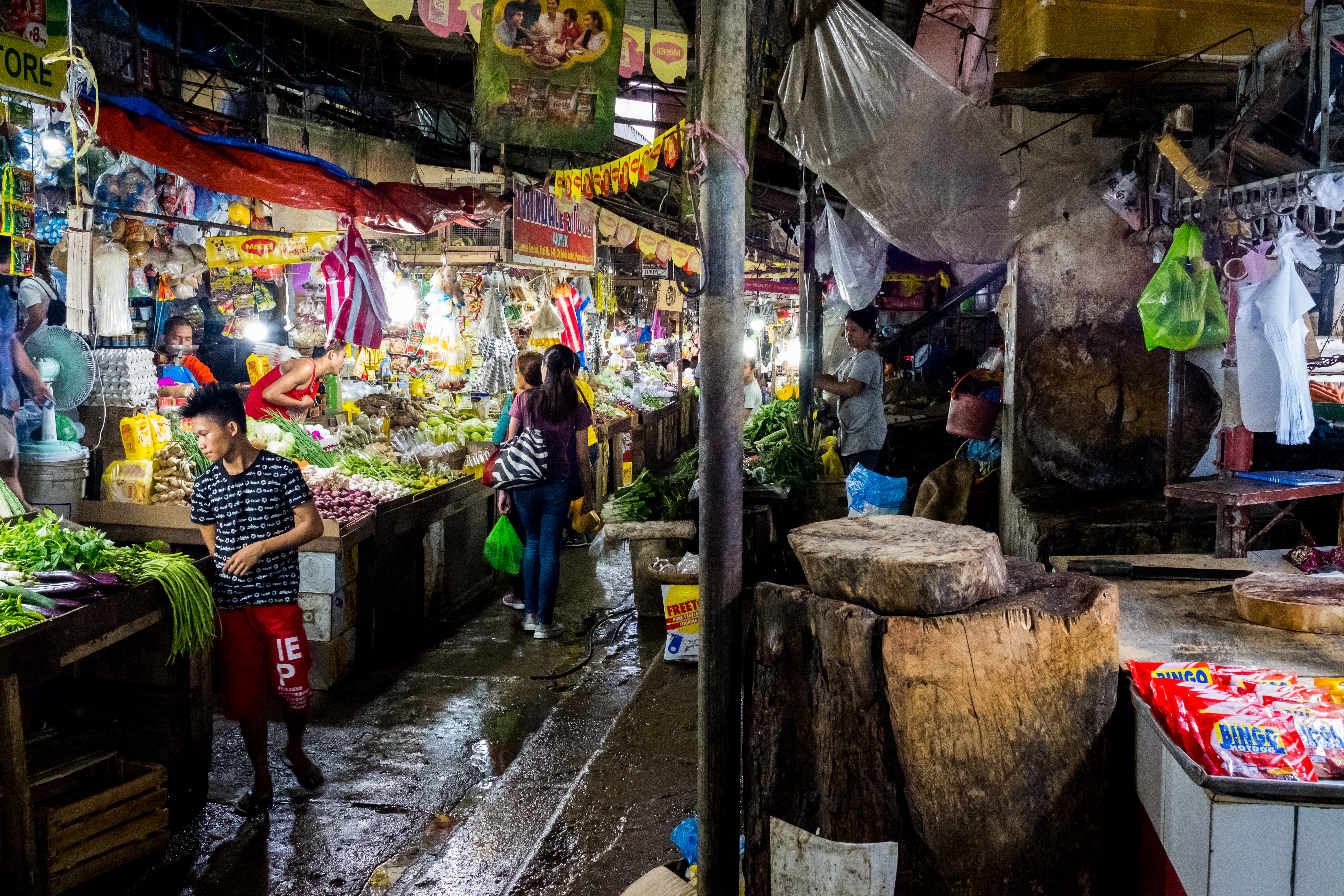
Quang cảnh bên trong của một khu chợ bán đồ tươi sống ở Philippines

Chợ bán đồ tươi sống hay còn gọi là khu chợ ẩm ướt (Wet market) hoặc chợ truyền thống (Traditional market) hay chợ dân sinh là loại hình chợ chuyên bày bán các loạt mặt hàng tươi sống như thịt sống, cá sống, hải sản sống và các mặt hàng dễ hư hỏng khác như rau, củ, quả tươi, thường gặp ở nhiều nước châu Á như Trung Quốc, Đài Loan, Singapore, Việt Nam. Chợ bán đồ tươi sống hay chợ truyền thống đôi khi còn được gọi là là chợ hải sản, chợ cá, chợ nông sản tuỳ theo từng mặt hàng bày bán chủ yếu. Thuật ngữ này dùng để phân biệt với các loại chợ bán đồ khô ("dry markets") dùng để chỉ các loại hình chợ chuyên bán các mặt hàng, đồ sấy khô như gia vị, hoặc các mặt hàng đồ gia dụng, đồ điện tử.
Với đặc trưng của mặt hàng bày bán, chính vì vậy trong khuôn viên của chợ thường ẩm ướt, nhớp nháp, có nhiều nước, ẩm thấp và cũng là môi trường cho các loại vi khuẩn, vi trùng, vi-rut sinh sôi tồn tại và lây nhiễm, là nơi người và động vật sống hoặc đã giết mổ như chó, gà, lợn, rắn, cầy hương… tiếp xúc gần gũi liên tục. Điều này làm cho virus dễ dàng lây truyền từ động vật sang người. Tại những khu chợ này, các quầy hàng chen chúc nhau tạo thành lối đi hẹp. Các tiểu thương thường giết mổ động vật trước mặt khách hàng. Hàng loạt gian hàng sắp xếp không theo trật tự.
Năm 2019-2020, Khu chợ ẩm ướt được cho là nơi bùng phát virus corona ở Vũ Hán, Chính quyền Vũ Hán cho rằng virus corona lây truyền từ động vật sang người lần đầu tại chợ hải sản Hoa Nam, nơi bán nhiều loài động vật hoang dã như cầy hương, chó sói, chủng virus corona có thể có nguồn gốc từ động vật hoang dã được bán tại các cửa hàng thực phẩm ở đây. Chính quyền địa phương xác nhận đây là nơi khởi điểm của loại virus nguy hiểm, nhiều bệnh nhân nhiễm viêm phổi cấp Vũ Hán là người làm việc hoặc sống gần chợ bán buôn hải sản Hoa Nam, khởi phát bệnh là một nhóm người bị viêm phổi không rõ lý do mà đã từng lui tới khu chợ này.